# Pleospora valesiaca
Pleospora valesiaca är en svampart som först beskrevs av Niessl, och fick sitt nu gällande namn av E. Müll. 1951. Pleospora valesiaca ingår i släktet Pleospora och familjen Pleosporaceae.   Inga underarter finns listade i Catalogue of Life.